# Khirbat Irbid
Khirbat Irbid és el nom modern d'un lloc on es troben les restes de la que fou l'antiga ciutat d'Arbela a l'estat d'Israel, a l'oest del llac Tiberíades a un barranc o una vall creuada pel wadi l-Hammam. La part més important de les ruïnes és l'antiga sinagoga que domina el barranc, a la vora del qual hi ha diverses coves en una de les quals la tradició situa la tomba de la mare de Moisès i dels quatre fills de Jacob.